# Denis Côté

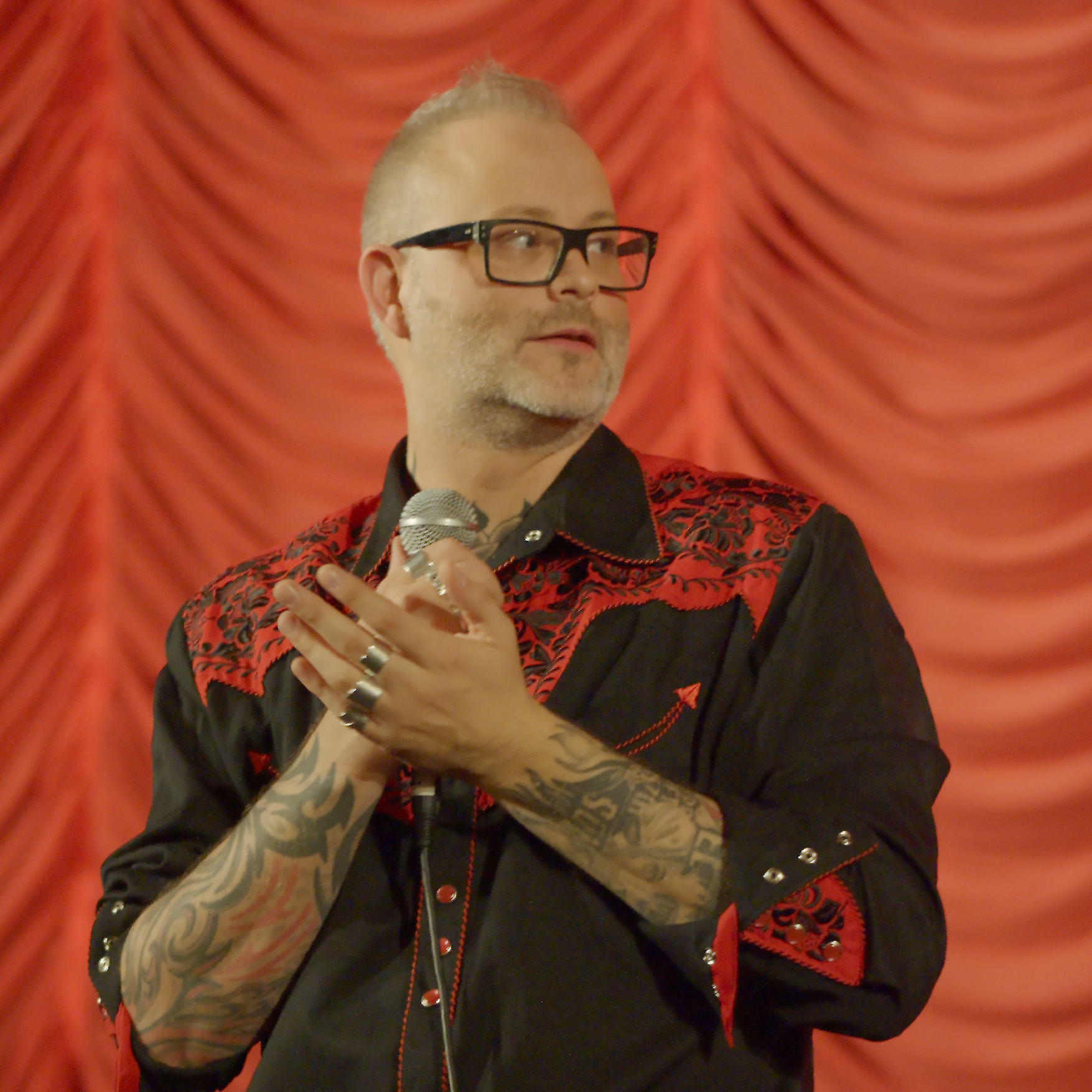
Denis Côté 2013

Denis Côté (* 16. November 1973 in Perth-Andover, Nouveau-Brunswick, Kanada) ist ein kanadischer Filmemacher. 

## Leben
Denis Côté wurde 1973 in der kanadischen Provinz New Brunswick geboren. Nachdem er in der Underground-Musikszene gearbeitet und sein Filmstudium am Collège Ahuntsic von Montréal absolviert hatte, gründete er im Jahre 1993 die Firma Nihil Productions. Hier drehte er mehrere Low-Budget-Produktionen. Seit 1997 sind seine Kurzfilme auf verschiedenen internationalen Festivals zu sehen. 2005 gewann er den Goldenen Leoparden (Video) beim Internationalen Filmfestival von Locarno. Ebenfalls bei den Internationalen Filmfestspielen in Locarno gewann er mit Elle veut le chaos (frz. für „Sie will das Chaos“) den Leoparden für die beste Regie 2008. 
Côté arbeitete außerdem als Moderator und Kritiker für den unabhängigen Radiosender CIBL-FM und leitete schließlich die Filmredaktion der Wochenzeitung Ici in Montréal (1999–2005). Seit 2001 ist er Vize-Präsident des Québecer Verbundes der Filmkritiker (AQCC).
Für seinen Spielfilm Vic+Flo ont vu un ours („Vic+Flo haben einen Bären gesehen“) erhielt Côté eine Einladung in den Wettbewerb der 63. Internationalen Filmfestspiele Berlin und gewann den Alfred-Bauer-Preis. 2016 erhielt er für Boris sans Béatrice („Boris ohne Béatrice“) erneut eine Einladung in den Wettbewerb der 66. Berlinale.
Im Jahr 2022 erhielt Côté für seinen Spielfilm That Kind of Summer seine vierte Einladung in den Wettbewerb der Berlinale.

## Filmografie
- 2005: Les états nordiques (Drifting States)
- 2007: Nos vies privées (Our Private Lives)
- 2008: Elle veut le chaos (All that She Wants)
- 2009: Carcasses
- 2010: Curling
- 2012: Bestiaire
- 2013: Vic+Flo ont vu un ours (Vic+Flo haben einen Bären gesehen)
- 2016: Boris sans Béatrice
- 2019: Ghost Town Anthology (Répertoire des villes disparues)
- 2021: Hygiène sociale
- 2022: That Kind of Summer (Un été comme ça)
- 2024: Jours avant la mort de Nicky (Days Before the Death of Nicky) (Kurzfilm)

## Auszeichnungen
- 2001: Seconde valse: Bester Schnitt beim Atlantic Film Festival (Halifax)
- 2004: La sphatte: Bronze-Platz beim Brno B16 (Tschechien)
- 2005: Les états nordiques: Goldener Leopard (Video) Internationales Filmfestival von Locarno (Schweiz)
- 2006: Les états nordiques: Der große Preis beim Indie Vision in Jeonju (Korea)
- 2008: Elle veut le chaos: Silberner Leopard für die beste Regie Internationales Filmfestival von Locarno (Schweiz)
- 2008: Elle veut le chaos: Bester kanadischer Film beim FICFA (Festival international du film francophone en Acadie) in Moncton (Kanada)
- 2009: Carcasses: Prix du Jury au Festival l'Age d'Or - Cinemathèque de Bruxelles (Belgique)
- 2010: Curling: Silberner Leopard für die beste Regie  Internationales Filmfestival von Locarno (Schweiz)
- 2010: Curling: Silberner Leopard für den besten männlichen Hauptdarsteller (Emmanuel Bilodeau) Internationales Filmfestival von Locarno (Schweiz)
- 2012: Bestiaire: Spezialpreis der Jury Environmental Film Festival at Yale (EFFY) (USA)
- 2013: Vic+Flo ont vu un ours: ALFRED-BAUER-PREIS (Silberner Bär), Berlinale 2013